# Radeon 200

A série Radeon 200 é uma série de processadores gráficos desenvolvidos pela AMD. Essas GPUs são fabricadas em um processo Gate-Last de 28 nm por meio da TSMC ou da Common Platform Alliance.

## Lançamento
A série Rx 200 foi anunciada em 25 de setembro de 2013, no evento AMD GPU14 Tech Day. Os acordos de sigilo foram suspensos em 15 de outubro, exceto para o R9 290X, e as pré-encomendas foram abertas em 3 de outubro.

## Arquitetura
- Graphics Core Next 3 (Volcanic Islands) é encontrado nos produtos da marca R9 285 (Tonga Pro).
- O Graphics Core Next 2 (Sea Islands) é encontrado nos produtos das marcas R7 260 (Bonaire), R7 260X (Bonaire XTX), R9 290 (Hawaii Pro), R9 290X (Hawaii XT) e R9 295X2 (Vesuvius).
- O Graphics Core Next 1 (Ilhas do Sul) é encontrado nos produtos das marcas R9 270, 270X, 280, 280X, R7 240, 250, 250X, 265 e R5 240.
- TeraScale 2 (VLIW5) (Northern Islands ou Evergreen) é encontrado em produtos de marca R5 235X e abaixo.
- A conformidade com OpenGL 4.x requer suporte a sombreadores FP64. Eles são implementados por emulação em algumas GPUs TeraScale (microarquitetura).
- Vulkan 1.0 requer arquitetura GCN. Vulkan 1.1 requer GCN 2 ou superior.[11]

### Suporta a vários monitores
Os controladores de exibição on-die AMD Eyefinity foram introduzidos em setembro de 2009 na série Radeon HD 5000 e estão presentes em todos os produtos desde então.

### AMD TrueAudio
O AMD TrueAudio foi introduzido com o AMD Radeon Rx 200 Series, mas só pode ser encontrado nas matrizes dos produtos GCN 2/3.

### Aceleração de vídeo
O núcleo SIP da AMD para aceleração de vídeo, Unified Video Decoder e Video Coding Engine, são encontrados em todas as GPUs e são suportados pelo AMD Catalyst e pelo driver de dispositivo gráfico gratuito e de código aberto.

### Uso na mineração de criptomoedas
Durante 2014, as GPUs da série Radeon R9 200 ofereceram um preço muito competitivo para uso na mineração de criptomoeda. Isso levou a oferta limitada e grandes aumentos de preço de até 164% em relação ao MSRP no quarto trimestre de 2013 e no primeiro trimestre de 2014. Desde o segundo trimestre de 2018, a disponibilidade de GPUs AMD, bem como o preço, na maioria dos casos, voltou ao normal.

### Compatibilidade CrossFire
Como muitos dos produtos da linha são versões rebatizadas de produtos Radeon HD, eles permanecem compatíveis com as versões originais quando usados no modo CrossFire. Por exemplo, a Radeon HD 7770 e a Radeon R7 250X usam o chip 'Cape Verde XT', portanto, têm especificações idênticas e funcionarão no modo CrossFire. Isso fornece uma opção de atualização útil para qualquer pessoa que possua uma placa Radeon HD existente e tenha uma placa-mãe compatível com CrossFire.

### Suporte de super resolução virtual
Começando com a versão candidata de lançamento do driver v14.501-141112a-177751E, oficialmente nomeada como Catalyst Omega, o lançamento do driver da AMD introduziu o VSR nas placas gráficas das séries R9 285 e R9 290. Esse recurso permite que os usuários executem jogos com maior qualidade de imagem renderizando quadros em resolução nativa acima. Cada quadro é reduzido para a resolução nativa. Este processo é uma alternativa ao supersampling que não é suportado por todos os jogos. A super resolução virtual é semelhante à super resolução dinâmica, um recurso disponível nas placas gráficas nVidia concorrentes, mas troca flexibilidade por maior desempenho. O VSR pode ser executado em uma resolução superior a 2048 x 1536 a uma taxa de atualização de 120 Hz ou 3840 x 2400 a 60 Hz.

### OpenCL (API)
O OpenCL acelera muitos pacotes de software científicos contra a CPU até o fator 10 ou 100 e mais. Open CL 1.0 a 1.2 são suportados para todos os chips com arquitetura Terascale e GCN. OpenCL 2.0 é suportado com GCN 2nd Gen. (ou 1.2) e superior. Para OpenCL 2.1 e 2.2, somente atualizações de driver são necessárias com placas compatíveis com OpenCL 2.0.

### Vulkan (API)
A API Vulkan 1.0 é compatível com todas as placas de arquitetura GCN. Vulkan 1.2 requer GCN 2nd gen ou superior com os drivers Adrenalin 20.1 e Linux Mesa 20.0 e mais recentes.

## Modelos de desktop

### Radeon R9 295X2
A Radeon R9 295X2 foi lançada em 21 de abril de 2014. É uma placa GPU dupla. As amostras de impressão foram enviadas em uma caixa de metal. É o primeiro cartão de referência a utilizar um resfriador de líquido em circuito fechado. Com 11,5 teraflops de poder de computação, a R9 295X2 era a placa de consumo dual-gpu mais poderosa do mundo, até ser sucedida pela Radeon Pro Duo em 26 de abril de 2016, que é essencialmente uma combinação de duas GPUs R9 Fury X (Fiji XT) em uma única placa. O R9 295x2 tem essencialmente duas GPUs R9 290x (Hawaii XT), cada uma com 4 GB GDDR5 VRAM.

### Radeon R9 290X

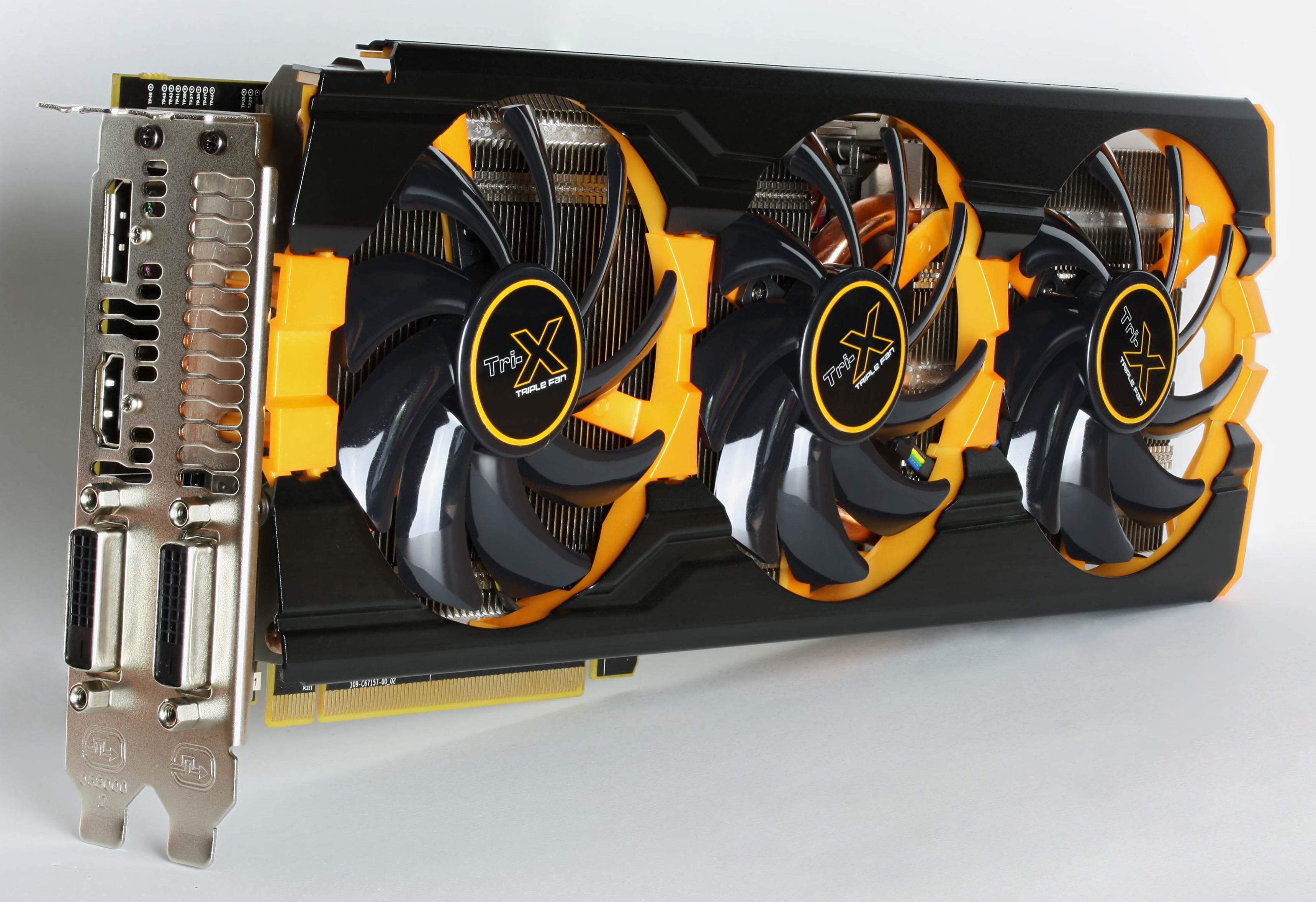
UmA R9 290X da Sapphire

A Radeon R9 290X, codinome "Hawaii XT", foi lançada em 24 de outubro de 2013 e apresenta 2816 processadores de fluxo, 176 TMUs, 64 ROPs, barramentos de largura de 512-bit, 44 CUs (compute units) e 8 unidades ACE. O R9 290X teve um preço de lançamento de $ 549.

### Radeon R9 290
A Radeon R9 290 e a R9 290X foram anunciadas em 25 de setembro de 2013. A R9 290 é baseada no chip Hawaii Pro da AMD e a R9 290X no Hawaii XT. R9 290 e R9 290X suportarão AMD TrueAudio, Mantle, Direct3D 11.2, e tecnologia Crossfire sem ponte usando XDMA. Um pacote limitado de pré-encomenda "Battlefield 4 Edition" que inclui Battlefield 4 estava disponível em 3 de outubro de 2013, com uma quantidade relatada de 8.000. O R9 290 teve um preço de lançamento de $ 399.

### Radeon R9 285
A Radeon R9 285 foi anunciada em 23 de agosto de 2014 na comemoração dos 30 anos de gráficos da AMD e lançada em 2 de setembro de 2014. Foi a primeira placa a apresentar a microarquitetura GCN 3 da AMD, na forma de uma GPU da série Tonga.

### Radeon R9 280X
A Radeon R9 280X foi anunciada em 25 de setembro de 2013. Com um preço de lançamento de $ 299, ela é baseada no chip Tahiti XTL, sendo uma Radeon HD 7970 GHz Edition ligeiramente atualizada e renomeada.

### Radeon R9 280
Radeon R9 280 foi anunciado em 4 de março de 2014. Com um MSRP de lançamento definido em $ 279, ele é baseado em um Radeon HD 7950 renomeado com uma velocidade de clock de impulso ligeiramente aumentada, de 925 MHz para 933 MHz.

### Radeon R9 270X
Radeon R9 270X foi anunciado em 25 de setembro de 2013. Com um preço de lançamento de $ 199 (2 GB) e $ 229 (4 GB), é baseado no chip Curaçao XT, que antes era chamado de Pitcairn. Especula-se que seja mais rápido que uma edição Radeon HD 7870 GHz. A Radeon R9 270 tem um preço de lançamento de US$ 179.

### Radeon R7 260X
O Radeon R7 260X foi anunciado em 25 de setembro de 2013. Com um preço de lançamento de $ 139, ele é baseado no chip Bonaire XTX, uma iteração mais rápida do Bonaire XT no qual o Radeon HD 7790 é baseado. Ele terá 2 GB de memória GDDR5 como padrão e também contará com TrueAudio, DSP de áudio on-chip baseado na arquitetura Tensilica HiFi EP. A placa de estoque apresenta um clock de impulso de 1100 MHz. Possui 2 GB de memória GDDR5 com um clock de memória de 6,5 GHz em uma interface de 128 bits. O 260X consumirá cerca de 115 W em uso normal.

### Radeon R7 250
A Radeon R7 250 foi anunciada em 25 de setembro de 2013. Tem um preço de lançamento de US$ 89. A placa é baseada no núcleo Oland com 384 núcleos GCN. Em 10 de fevereiro de 2014, a AMD anunciou o R7 250X baseado na GPU de Cape Verde Gcom 640 núcleos GCN e um preço sugerido de $ 99.

## Tabela de chipsets

### Modelos de desktop
| Modelo (Codinome)               | Data de lançamento e preço                          | Arquitetura Fab   | Transistores e Tamanho da matriz | Core           | Core        | Taxa de preenchimento | Taxa de preenchimento | Poder de processamento (GFLOPS) | Poder de processamento (GFLOPS) | Memória       | Memória                      | Memória      | Memória                 | TBP                | Interface de barramento |
| Modelo (Codinome)               | Data de lançamento e preço                          | Arquitetura Fab   | Transistores e Tamanho da matriz | Config         | Clock (MHz) | Textura (GT/s)        | Pixel (GP/s)          | Single                          | Double                          | Tamanho (MiB) | Tipo e largura do barramento | Clock (MT/s) | Largura de banda (GB/s) | TBP                | Interface de barramento |
| ------------------------------- | --------------------------------------------------- | ----------------- | -------------------------------- | -------------- | ----------- | --------------------- | --------------------- | ------------------------------- | ------------------------------- | ------------- | ---------------------------- | ------------ | ----------------------- | ------------------ | ----------------------- |
| Radeon R5 220 (Caicos Pro)      | 21 de dezembro de 2013 OEM                          | Terascale 2 40 nm | 370×106 67 mm2                   | 80:8:4         | 625 650     | 5                     | 2.5                   | 200                             | —                               | 1024          | DDR3 64-bit                  | 1066         | 8.53                    | 18 W               | PCIe 2.1 ×16            |
| Radeon R5 230 (Caicos Pro)      | 3 de abril de 2014 ?                                | Terascale 2 40 nm | 370×106 67 mm2                   | 160:8:4        | 625         | 5                     | 2.5                   | 200                             | —                               | 1024 2048     | DDR3 64-bit                  | 1066         | 8.53                    | 19 W               | PCIe 2.1 ×16            |
| Radeon R5 235 (Caicos XT)       | 21 de dezembro de 2013 OEM                          | Terascale 2 40 nm | 370×106 67 mm2                   | 160:8:4        | 775         | 6.2                   | 3.1                   | 248                             | —                               | 1024          | DDR3 64-bit                  | 1800         | 14.4                    | 35 W               | PCIe 2.1 ×16            |
| Radeon R5 235X (Caicos XT)      | 21 de dezembro de 2013 OEM                          | Terascale 2 40 nm | 370×106 67 mm2                   | 160:8:4        | 875         | 7.0                   | 3.5                   | 280                             | —                               | 1024          | DDR3 64-bit                  | 1800         | 14.4                    | 18 W               | PCIe 2.1 ×16            |
| Radeon R5 240 (Oland)           | 1 de novembro de 2013 OEM                           | GCN 1st gen 28 nm | 1040×106 90 mm2                  | 384:24:8       | 730 780     | 14.6                  | 5.84                  | 560.6 599                       | 29.2                            | 1024 2048     | DDR3 GDDR3 64-bit            | 1800 2000    | 28.8 16.0               | 30 W               | PCIe 3.0 ×8             |
| Radeon R7 240 (Oland Pro)       | 8 de agosto de 2013 US $69                          | GCN 1st gen 28 nm | 1040×106 90 mm2                  | 320:20:8       | 730 780     | 14.6                  | 5.84                  | 467.2 499.2                     | 29.2                            | 2048 4096     | DDR3 GDDR5 128-bit           | 1800 4500    | 28.8 72                 | 30 W, <45 W (4 GB) | PCIe 3.0 ×8             |
| Radeon R7 250 (Oland XT)        | 8 de agosto de 2013 US $89                          | GCN 1st gen 28 nm | 1040×106 90 mm2                  | 384:24:8       | 1000 (1050) | 24                    | 8                     | 768 806.4                       | 48                              | 1024 2048     | DDR3 GDDR5 128-bit           | 1800 4600    | 28.8 73.6               | 75 W               | PCIe 3.0 ×8             |
| Radeon R7 250E (Cape Verde Pro) | 21 de dezembro de 2013 US $109                      | GCN 1st gen 28 nm | 1500×106 123 mm2                 | 512:32:16      | 800         | 25.6                  | 12.8                  | 819.2                           | 51.2                            | 1024 2048     | GDDR5 128-bit                | 4500         | 72                      | 55 W               | PCIe 3.0 ×16            |
| Radeon R7 250X (Cape Verde XT)  | 10 de fevereiro de 2014 US $99                      | GCN 1st gen 28 nm | 1500×106 123 mm2                 | 640:40:16      | 1000        | 40                    | 16                    | 1280                            | 80                              | 1024 2048     | GDDR5 128-bit                | 4500         | 72                      | 95 W               | PCIe 3.0 ×16            |
| Radeon R7 260 (Bonaire)         | 17 de dezembro de 2013 US $109                      | GCN 2nd gen 28 nm | 2080×106 160 mm2                 | 768:48:16      | 1000        | 48                    | 16                    | 1536                            | 96                              | 1024          | GDDR5 128-bit                | 6000         | 96                      | 95 W               | PCIe 3.0 ×16            |
| Radeon R7 260X (Bonaire XTX)    | 8 de agosto de 2013 US $139                         | GCN 2nd gen 28 nm | 2080×106 160 mm2                 | 896:56:16      | 1100        | 61.6                  | 17.6                  | 1971.2                          | 123.2                           | 1024 2048     | GDDR5 128-bit                | 6500         | 104                     | 115 W              | PCIe 3.0 ×16            |
| Radeon R7 265 (Pitcairn Pro)    | 13 de fevereiro de 1014 US $149                     | GCN 1st gen 28 nm | 2800×106 212 mm2                 | 1024:64:32     | 900 925     | 57.6                  | 28.8                  | 1843.2                          | 115.2                           | 2048          | GDDR5 256-bit                | 5600         | 179.2                   | 150 W              | PCIe 3.0 ×16            |
| Radeon R9 270 (Pitcairn XT)     | 13 de novembro de 2013 US $179                      | GCN 1st gen 28 nm | 2800×106 212 mm2                 | 1280:80:32     | 900 925     | 72                    | 28.8                  | 2304 2368                       | 144 148                         | 2048          | GDDR5 256-bit                | 5600         | 179.2                   | 150 W              | PCIe 3.0 ×16            |
| Radeon R9 270X (Pitcairn XT)    | 8 de agosto de 2013 US $199                         | GCN 1st gen 28 nm | 2800×106 212 mm2                 | 1280:80:32     | 1000 1050   | 80                    | 32                    | 2560 2688                       | 160 168                         | 2048 4096     | GDDR5 256-bit                | 5600         | 179.2                   | 180 W              | PCIe 3.0 ×16            |
| Radeon R9 280 (Tahiti Pro)      | 4 de março de 2014 US $249                          | GCN 1st gen 28 nm | 4313×106 352 mm2                 | 1792:112:32    | 827 933     | 92.6                  | 26.5                  | 2964 3343.9                     | 741 836                         | 3072          | GDDR5 384-bit                | 5000         | 240                     | 250 W              | PCIe 3.0 ×16            |
| Radeon R9 280X (Tahiti XTL)     | 8 de agosto de 2013 US $299                         | GCN 1st gen 28 nm | 4313×106 352 mm2                 | 2048:128:32    | 850 1000    | 109–128               | 27.2–32               | 3481.6 4096                     | 870.4 1024                      | 3072          | GDDR5 384-bit                | 6000         | 288                     | 250 W              | PCIe 3.0 ×16            |
| Radeon R9 285 (Tonga Pro)       | 2 de setembro de 2014 US $249                       | GCN 3rd gen 28 nm | 5000×106 359 mm2                 | 1792:112:32    | 918         | 102.8                 | 29.4                  | 3290                            | 206.6                           | 2048          | GDDR5 256-bit                | 5500         | 176                     | 190 W              | PCIe 3.0 ×16            |
| Radeon R9 285X (Tonga XT)       | Não lançado                                         | GCN 3rd gen 28 nm | 5000×106 359 mm2                 | 2048:128:32    | 1002        | 128.3                 | 32.1                  | 4104                            | 256.5                           | 3072          | GDDR5 384-bit                | 5500         | 264                     | 200 W              | PCIe 3.0 ×16            |
| Radeon R9 290 (Hawaii Pro)      | 5 de novembro de 2013 US $399                       | GCN 2nd gen 28 nm | 6200×106 438 mm2                 | 2560:160:64    | até 947     | 151.52                | 60.608                | 4848.6                          | 606.1                           | 4096          | GDDR5 512-bit                | 5000         | 320                     | 250 W              | PCIe 3.0 ×16            |
| Radeon R9 290X (Hawaii XT)      | 24 de outubro de 2013 6 de novembro de 2014 US $549 | GCN 2nd gen 28 nm | 6200×106 438 mm2                 | 2816:176:64    | 1000        | 176                   | 64                    | 5632                            | 704                             | 4096 8192     | GDDR5 512-bit                | 5000         | 320                     | 250 W              | PCIe 3.0 ×16            |
| Radeon R9 295X2 (Vesuvius)      | 8 de abril de 2014 US $1499                         | GCN 2nd gen 28 nm | 2× 6200×106 2× 438 mm2           | 2× 2816:176:64 | 1018        | 358.33                | 130.3                 | 11466.75                        | 1433.34                         | 2× 4096       | GDDR5 512-bit                | 5000         | 2× 320                  | 500 W              | PCIe 3.0 ×16            |
| Modelo (Codinome)               | Data de lançamento e preço                          | Arquitetura Fab   | Transistores e Tamanho da matriz | Config         | Clock (MHz) | Textura (GT/s)        | Pixel (GP/s)          | Single                          | Double                          | Tamanho (MiB) | Tipo e largura do barramento | Clock (MT/s) | Largura de banda (GB/s) | TBP                | Interface de barramento |
| Modelo (Codinome)               | Data de lançamento e preço                          | Arquitetura Fab   | Transistores e Tamanho da matriz | Core           | Core        | Taxa de preenchimento | Taxa de preenchimento | Poder de processamento (GFLOPS) | Poder de processamento (GFLOPS) | Memória       | Memória                      | Memória      | Memória                 | TBP                | Interface de barramento |

1. 1 2 3 4 5 6  Valores de boost (se disponíveis) são indicados abaixo do valor base em itálico.
2. 1 2  A taxa de preenchimento da textura é calculada como o número de Unidades de mapeamento de textura multiplicado pela velocidade básica (ou boost) do clock do núcleo.
3. 1 2  A taxa de preenchimento de pixel é calculada como o número de Unidades de saída de renderização multiplicado pela velocidade de clock base (ou intensificada) do núcleo.
4. 1 2  O desempenho de precisão é calculado a partir da velocidade básica (ou intensificada) do clock do núcleo com base em uma FMA.
5. 1 2  Shaders Unificados: Unidades de Mapeamento de Textura: Unidades de Saída de Renderização
6. ↑  Falta codificador de vídeo de hardware
7. ↑  O R9 285 utiliza compactação de cores sem perdas, o que pode aumentar o desempenho efetivo da memória (em relação aos cartões GCN de 1ª geração e 2ª geração) em determinadas situações.[38][40]
8. 1 2  O clock base do R9 290 e do R9 290X será mantido em 947 MHz e 1000 MHz antes de atingir 95 °C, respectivamente.[43]

### Modelos Mobile
| Modelo (Codinome)             | Lançamento             | Arquitetura (Fab)   | Core           | Core        | Taxa de preenchimento | Taxa de preenchimento | Poder de processamento (GFLOPS) | Memória       | Memória                      | Memória      | Memória                 | TDP          |
| Modelo (Codinome)             | Lançamento             | Arquitetura (Fab)   | Config         | Clock (MHz) | Textura (GT/s)        | Pixel (GP/s)          | Poder de processamento (GFLOPS) | Tamanho (GiB) | Tipo e largura do barramento | Clock (MT/s) | Largura de banda (GB/s) | TDP          |
| ----------------------------- | ---------------------- | ------------------- | -------------- | ----------- | --------------------- | --------------------- | ------------------------------- | ------------- | ---------------------------- | ------------ | ----------------------- | ------------ |
| Radeon R5 M230 (Jet Pro)      | janeiro de 2014        | GCN 1st gen (28 nm) | 320:20:8:5     | 780 855     | 3.4                   | 17.1                  | 547                             | 2 4           | DDR3 64-bit                  | 2000         | 16                      | Desconhecido |
| Radeon R5 M255 (Jet Pro)      | junho de 2014          | GCN 1st gen (28 nm) | 320:20:8:5     | 925 940     | 7.5                   | 18.8                  | 601                             | 2 4           | DDR3 64-bit                  | 2000         | 16                      | Desconhecido |
| Radeon R7 M260 (Topaz)        | junho de 2014          | GCN 1st gen (28 nm) | 384:24:8:6     | 620 980     | 5.7 7.8               | 17.2 23.5             | 549.1 752.6                     | 2 4           | DDR3 64-bit                  | 1800 2000    | 14.4 16                 | Desconhecido |
| Radeon R7 M260X (Opal)        | junho de 2014          | GCN 1st gen (28 nm) | 384:24:8:6     | 620 715     | 5.7                   | 17.2                  | 549                             | 2 4           | GDDR5 128-bit                | 4000         | 64                      | Desconhecido |
| Radeon R7 M265 (Opal XT)      | 1 de maio de 2014      | GCN 1st gen (28 nm) | 384:24:8:6     | 725 825     | 6.6                   | 19.8                  | 633.6                           | 2 4           | DDR3 64-bit                  | 1800 2000    | 14.4 16                 | Desconhecido |
| Radeon R9 M265X (Venus Pro)   | 1 de maio de 2014      | GCN 1st gen (28 nm) | 640:40:16:10   | 575 625     | 10                    | 25                    | 800                             | 2 4           | GDDR5 128-bit                | 4500         | 72                      | Desconhecido |
| Radeon R9 M270X (Venus XT)    | 1 de maio de 2014      | GCN 1st gen (28 nm) | 640:40:16:10   | 725 775     | 12.4                  | 31                    | 992                             | 2 4           | GDDR5 128-bit                | 4500         | 72                      | Desconhecido |
| Radeon R9 M275X (Venus XTX)   | 1 de maio de 2014      | GCN 1st gen (28 nm) | 640:40:16:10   | 900 925     | 14.8                  | 37                    | 1184                            | 2 4           | GDDR5 128-bit                | 4500         | 72                      | 50 W         |
| Radeon R9 M280X (Saturn XT)   | 9 de fevereiro de 2015 | GCN 2nd gen (28 nm) | 896:56:16:14   | 1000 1100   | 17.6                  | 61.6                  | 1792                            | 2 4           | GDDR5 128-bit                | 6000         | 96                      | ~75 W        |
| Radeon R9 M290X (Neptune XT)  | 1 de maio de 2014      | GCN 1st gen (28 nm) | 1280:80:32:20  | 850 900     | 28.8                  | 72                    | 2176 2304                       | 4             | GDDR5 256-bit                | 4800         | 153.6                   | 100 W        |
| Radeon R9 M295X (Amethyst XT) | novembro de 2014       | GCN 3rd gen (28 nm) | 2048:128:32:32 | 750 800     | 25.6                  | 102.4                 | 3276.8                          | 4             | GDDR5 256-bit                | 5500         | 176                     | 250 W        |

1. 1 2 3  Valores de boost (se disponíveis) são indicados abaixo do valor base em itálico.
2. ↑  A taxa de preenchimento da textura é calculada como o número de Unidades de mapeamento de textura multiplicado pela velocidade básica (ou boost) do clock do núcleo.
3. ↑  A taxa de preenchimento de pixel é calculada como o número de Unidades de saída de renderização multiplicado pela velocidade de clock base (ou boost) do núcleo.
4. ↑  O desempenho de precisão é calculado a partir da velocidade básica (ou boost) do clock do núcleo com base em uma operação FMA.
5. ↑  Shaders Unificados: Unidades de Mapeamento de Textura: Unidades de Saída de Renderização

## Tabela de recursos Radeon
A tabela a seguir mostra os recursos das GPUs da AMD / ATI (consulte também: Lista de unidades de processamento gráfico da AMD).
| Lançamento                   | 1986                        | 1991                       | Abril 1996                 | Março 1997                 | Agosto 1998                | Abril 2000                 | Agosto 2001                              | Setembro 2002                            | Maio 2004                                | Outubro 2005                             | Maio 2007                        | Novembro 2007                    | Junho 2008                       | Setembro 2009                                           | Outubro 2010                                                               | Janeiro 2012                                            | Setembro 2013 | Junho 2015 | Junho 2016, Abril 2017, Agosto 2019                                                                                  | Junho 2017, Fevereiro 2019                                                                                           | Julho 2019                                                                                          | Novembro 2020                                                                                       | Dezembro 2022                      |       |       |       |
| Nome de marketing            | Wonder                      | Mach                       | 3D Rage                    | Rage Pro                   | Rage 128                   | Radeon 7000                | Radeon 8000                              | Radeon 9000                              | Radeon X700/X800                         | Radeon X1000                             | Radeon HD 2000                   | Radeon HD 3000                   | Radeon HD 4000                   | Radeon HD 5000                                          | Radeon HD 6000                                                             | Radeon HD 7000                                          | Radeon 200 | Radeon 300 | Radeon 400/500/600                                                                                                   | Radeon RX Vega, Radeon VII                                                                                           | Radeon RX 5000                                                                                      | Radeon RX 6000                                                                                      | Radeon RX 7000                     |       |       |       |
| Suporte AMD                  | Terminou                    | Terminou                   | Terminou                   | Terminou                   | Terminou                   | Terminou                   | Terminou                                 | Terminou                                 | Terminou                                 | Terminou                                 | Terminou                         | Terminou                         | Terminou                         | Terminou                                                | Terminou                                                                   | Terminou                                                | Terminou | Terminou | Atual | Atual | Atual                                                                                               | Atual                                                                                               | Atual                              | Atual | Atual | Atual |
| Tipo                         | 2D                          | 2D                         | 3D                         | 3D                         | 3D                         | 3D                         | 3D                                       | 3D                                       | 3D                                       | 3D                                       | 3D                               | 3D                               | 3D                               | 3D                                                      | 3D                                                                         | 3D                                                      | 3D | 3D | 3D | 3D | 3D                                                                                                  | 3D                                                                                                  | 3D                                 |       |       |       |
| Conjunto de instruções       | Não conhecido publicamente  | Não conhecido publicamente | Não conhecido publicamente | Não conhecido publicamente | Não conhecido publicamente | Não conhecido publicamente | Não conhecido publicamente               | Não conhecido publicamente               | Não conhecido publicamente               | Não conhecido publicamente               | Conjunto de instruções TeraScale | Conjunto de instruções TeraScale | Conjunto de instruções TeraScale | Conjunto de instruções TeraScale                        | Conjunto de instruções TeraScale                                           | Conjunto de instruções GCN                              | Conjunto de instruções GCN                                                                                           | Conjunto de instruções GCN                                                                                           | Conjunto de instruções GCN                                                                                           | Conjunto de instruções GCN                                                                                           | Conjunto de instruções RDNA                                                                         | Conjunto de instruções RDNA                                                                         | Conjunto de instruções RDNA        |       |       |       |
| Microarquitetura             | Não conhecido publicamente  | Não conhecido publicamente | Não conhecido publicamente | Não conhecido publicamente | Não conhecido publicamente | Não conhecido publicamente | Não conhecido publicamente               | Não conhecido publicamente               | Não conhecido publicamente               | Não conhecido publicamente               | TeraScale 1 (VLIW)               | TeraScale 1 (VLIW)               | TeraScale 1 (VLIW)               | TeraScale 2 (VLIW5)                                     | \| TeraScale 2 (VLIW5) até 68xx \| TeraScale 3 (VLIW4) em 69xx [47][48] \| | GCN 1st gen                                             | GCN 2nd gen | GCN 3rd gen | GCN 4th gen | GCN 5th gen | RDNA                                                                                                | RDNA 2                                                                                              | RDNA 3                             |       |       |       |
| Tipo                         | Pipieline fixo              | Pipieline fixo             | Pipieline fixo             | Pipieline fixo             | Pipieline fixo             | Pipieline fixo             | Pipelies de pixel e vértice programáveis | Pipelies de pixel e vértice programáveis | Pipelies de pixel e vértice programáveis | Pipelies de pixel e vértice programáveis | Modelo de shader unificado       | Modelo de shader unificado       | Modelo de shader unificado       | Modelo de shader unificado                              | Modelo de shader unificado                                                 | Modelo de shader unificado                              | Modelo de shader unificado                                                                                           | Modelo de shader unificado                                                                                           | Modelo de shader unificado                                                                                           | Modelo de shader unificado                                                                                           | Modelo de shader unificado                                                                          | Modelo de shader unificado                                                                          | Modelo de shader unificado         |       |       |       |
| Direct3D                     | —                           | —                          | 5.0                        | 6.0                        | 6.0                        | 7.0                        | 8.1                                      | 9.0 11 (9_2)                             | 9.0b 11 (9_2)                            | 9.0c 11 (9_3)                            | 10.0 11 (10_0)                   | 10.1 11 (10_1)                   | 10.1 11 (10_1)                   | 11 (11_0)                                               | 11 (11_0)                                                                  | 11 (11_1) 12 (11_1)                                     | 11 (12_0) 12 (12_0)                                                                                                  | 11 (12_0) 12 (12_0)                                                                                                  | 11 (12_0) 12 (12_0)                                                                                                  | 11 (12_1) 12 (12_1)                                                                                                  | 11 (12_1) 12 (12_1)                                                                                 | 11 (12_1) 12 (12_2)                                                                                 | 11 (12_1) 12 (12_2)                |       |       |       |
| Modelo de shader             | —                           | —                          | —                          | —                          | —                          | —                          | 1.4                                      | 2.0+                                     | 2.0b                                     | 3.0                                      | 4.0                              | 4.1                              | 4.1                              | 5.0                                                     | 5.0                                                                        | 5.1                                                     | 5.1 6.5 | 5.1 6.5 | 5.1 6.5 | 6.7 | 6.7                                                                                                 | 6.7                                                                                                 | 6.7                                |       |       |       |
| OpenGL                       | —                           | —                          | —                          | 1.1                        | 1.2                        | 1.3                        | 1.3                                      | 2.1                                      | 2.1                                      | 2.1                                      | 3.3                              | 3.3                              | 3.3                              | 4.5 (no Linux: 4.5 (Mesa 3D 21.0))                      | 4.5 (no Linux: 4.5 (Mesa 3D 21.0))                                         | 4.6 (no Linux: 4.6 (Mesa 3D 20.0))                      | 4.6 (no Linux: 4.6 (Mesa 3D 20.0))                                                                                   | 4.6 (no Linux: 4.6 (Mesa 3D 20.0))                                                                                   | 4.6 (no Linux: 4.6 (Mesa 3D 20.0))                                                                                   | 4.6 (no Linux: 4.6 (Mesa 3D 20.0))                                                                                   | 4.6 (no Linux: 4.6 (Mesa 3D 20.0))                                                                  | 4.6 (no Linux: 4.6 (Mesa 3D 20.0))                                                                  | 4.6 (no Linux: 4.6 (Mesa 3D 20.0)) |       |       |       |
| Vulkan                       | —                           | —                          | —                          | —                          | —                          | —                          | —                                        | —                                        | —                                        | —                                        | —                                | —                                | —                                | —                                                       | —                                                                          | 1.0 (Win 7+ ou Mesa 17+)                                | 1.2 (Adrenalin 20.1.2, Linux Mesa 3D 20.0) 1.3 (GCN 4 e superior (com Adrenalin 22.1.2, Mesa 22.0))                  | 1.2 (Adrenalin 20.1.2, Linux Mesa 3D 20.0) 1.3 (GCN 4 e superior (com Adrenalin 22.1.2, Mesa 22.0))                  | 1.2 (Adrenalin 20.1.2, Linux Mesa 3D 20.0) 1.3 (GCN 4 e superior (com Adrenalin 22.1.2, Mesa 22.0))                  | 1.2 (Adrenalin 20.1.2, Linux Mesa 3D 20.0) 1.3 (GCN 4 e superior (com Adrenalin 22.1.2, Mesa 22.0))                  | 1.2 (Adrenalin 20.1.2, Linux Mesa 3D 20.0) 1.3 (GCN 4 e superior (com Adrenalin 22.1.2, Mesa 22.0)) | 1.2 (Adrenalin 20.1.2, Linux Mesa 3D 20.0) 1.3 (GCN 4 e superior (com Adrenalin 22.1.2, Mesa 22.0)) | 1.3                                |       |       |       |
| OpenCL                       | —                           | —                          | —                          | —                          | —                          | —                          | —                                        | —                                        | —                                        | —                                        | Close to Metal                   | Close to Metal                   | 1.1 (sem suporte Mesa 3D)        | 1.2 (no Linux: 1.1 (sem suporte de imagem) com Mesa 3D) | 1.2 (no Linux: 1.1 (sem suporte de imagem) com Mesa 3D)                    | 1.2 (no Linux: 1.1 (sem suporte de imagem) com Mesa 3D) | 2.0 (Adrenalin driver no Win7+) (no Linux: 1.1 (sem suporte de imagem) com Mesa 3D, 2.0 com drivers AMD ou AMD ROCm) | 2.0 (Adrenalin driver no Win7+) (no Linux: 1.1 (sem suporte de imagem) com Mesa 3D, 2.0 com drivers AMD ou AMD ROCm) | 2.0 (Adrenalin driver no Win7+) (no Linux: 1.1 (sem suporte de imagem) com Mesa 3D, 2.0 com drivers AMD ou AMD ROCm) | 2.0 (Adrenalin driver no Win7+) (no Linux: 1.1 (sem suporte de imagem) com Mesa 3D, 2.0 com drivers AMD ou AMD ROCm) | 2.0                                                                                                 | 2.1                                                                                                 | ?                                  |       |       |       |
| HSA / ROCm                   | —                           | —                          | —                          | —                          | —                          | —                          | —                                        | —                                        | —                                        | —                                        | —                                | —                                | —                                | —                                                       | —                                                                          | Yes                                                     | Yes | Yes | Yes | Yes | ?                                                                                                   | ?                                                                                                   | ?                                  |       |       |       |
| Decodificação de vídeo ASIC  | —                           | —                          | —                          | —                          | —                          | —                          | —                                        | —                                        | —                                        | —                                        | Avivo/UVD                        | UVD+                             | UVD 2                            | UVD 2.2                                                 | UVD 3                                                                      | UVD 4                                                   | UVD 4.2 | UVD 5.0 ou 6.0 | UVD 6.3 | UVD 7 | VCN 2.0                                                                                             | VCN 3.0                                                                                             | ?                                  |       |       |       |
| Codificação de vídeo ASIC    | —                           | —                          | —                          | —                          | —                          | —                          | —                                        | —                                        | —                                        | —                                        | —                                | —                                | —                                | —                                                       | —                                                                          | VCE 1.0                                                 | VCE 2.0 | VCE 3.0 or 3.1 | VCE 3.4 | VCE 4.0 | VCN 2.0                                                                                             | VCN 3.0                                                                                             | ?                                  |       |       |       |
| Fluid Motion ASIC            | Não                         | Não                        | Não                        | Não                        | Não                        | Não                        | Não                                      | Não                                      | Não                                      | Não                                      | Não                              | Não                              | Não                              | Não                                                     | Não                                                                        | Não                                                     | Yes | Yes | Yes | Yes | Não                                                                                                 | Não                                                                                                 | ?                                  |       |       |       |
| Economia de energia          | ?                           | ?                          | ?                          | ?                          | ?                          | ?                          | ?                                        | ?                                        | ?                                        | ?                                        | PowerPlay                        | PowerPlay                        | PowerPlay                        | PowerPlay                                               | PowerTune                                                                  | PowerTune & ZeroCore Power                              | PowerTune & ZeroCore Power                                                                                           | PowerTune & ZeroCore Power                                                                                           | PowerTune & ZeroCore Power                                                                                           | PowerTune & ZeroCore Power                                                                                           | ?                                                                                                   | ?                                                                                                   | ?                                  |       |       |       |
| TrueAudio                    | —                           | —                          | —                          | —                          | —                          | —                          | —                                        | —                                        | —                                        | —                                        | —                                | —                                | —                                | —                                                       | —                                                                          | —                                                       | Através de DSP dedicado                                                                                              | Através de DSP dedicado                                                                                              | Através de shaders                                                                                                   | Através de shaders                                                                                                   | Através de shaders                                                                                  | ?                                                                                                   | ?                                  |       |       |       |
| FreeSync                     | —                           | —                          | —                          | —                          | —                          | —                          | —                                        | —                                        | —                                        | —                                        | —                                | —                                | —                                | —                                                       | —                                                                          | —                                                       | 1 2 | 1 2 | 1 2 | 1 2 | 1 2                                                                                                 | 1 2                                                                                                 | ?                                  |       |       |       |
| HDCP                         | ?                           | ?                          | ?                          | ?                          | ?                          | ?                          | ?                                        | ?                                        | ?                                        | ?                                        | ?                                | ?                                | ?                                | ?                                                       | ?                                                                          | ?                                                       | 1.4 | 1.4 | 2.2 | 2.2 | 2.3                                                                                                 | 2.3                                                                                                 | 2.3                                |       |       |       |
| PlayReady                    | —                           | —                          | —                          | —                          | —                          | —                          | —                                        | —                                        | —                                        | —                                        | —                                | —                                | —                                | —                                                       | —                                                                          | —                                                       | — | — | 3.0 | Não | 3.0                                                                                                 | ?                                                                                                   | ?                                  |       |       |       |
| Exibições suportadas         |                             |                            |                            |                            |                            | 1–2                        | 2                                        | 2                                        | 2                                        | 2                                        | 2                                | 2                                | 2                                | 2–6                                                     | 2–6                                                                        | 2–6                                                     | 2–6 | 2–6 | 2–6 | 2–6 | ?                                                                                                   | ?                                                                                                   | ?                                  |       |       |       |
| Máx. resolução               | ?                           | ?                          | ?                          | ?                          | ?                          | ?                          | ?                                        | ?                                        | ?                                        | ?                                        | ?                                | ?                                | ?                                | 2–6 × 2560×1600                                         | 2–6 × 2560×1600                                                            | 2–6 × 4096×2160 @ 30 Hz                                 | 2–6 × 4096×2160 @ 30 Hz                                                                                              | 2–6 × 4096×2160 @ 30 Hz                                                                                              | 2–6 × 5120×2880 @ 60 Hz                                                                                              | 3 × 7680×4320 @ 60 Hz                                                                                                | 7680×4320 @ 60 Hz PowerColor                                                                        | 7680×4320 @ 60 Hz PowerColor                                                                        | ?                                  |       |       |       |
| /drm/radeon                  |                             |                            |                            |                            |                            | Yes                        | Yes                                      | Yes                                      | Yes                                      | Yes                                      | Yes                              | Yes                              | Yes                              | Yes                                                     | Yes                                                                        | Yes                                                     | Yes | — | — | — | —                                                                                                   | —                                                                                                   | ?                                  |       |       |       |
| /drm/amdgpu                  | —                           | —                          | —                          | —                          | —                          | —                          | —                                        | —                                        | —                                        | —                                        | —                                | —                                | —                                | —                                                       | —                                                                          | Experimental                                            | Experimental | Yes | Yes | Yes | Yes                                                                                                 | Yes                                                                                                 | ?                                  |       |       |       |
| TeraScale 2 (VLIW5) até 68xx | TeraScale 3 (VLIW4) em 69xx |                            |                            |                            |                            |                            |                                          |                                          |                                          |                                          |                                  |                                  |                                  |                                                         |                                                                            |                                                         | | | | | | |                                    |       |       |       |

1. ↑   A série Radeon 100 possui sombreadores de pixel programáveis, mas não é totalmente compatível com DirectX 8 ou Pixel Shader 1.0. Veja o artigo sobre Pixel shaders do R100.
2. ↑  Os cartões baseados em R300, R400 e R500 não são totalmente compatíveis com OpenGL 2+, pois o hardware não oferece suporte a todos os tipos de texturas não-potência de dois (NPOT).
3. ↑  A conformidade com OpenGL 4+ requer suporte a shaders FP64 e estes são emulados em alguns chips TeraScale usando hardware de 32 bits.
4. 1 2 3  O UVD e o VCE foram substituídos pelo Video Core Next (VCN) ASIC na APU Raven Ridge do Vega.
5. ↑  Processamento de vídeo ASIC para técnica de interpolação de taxa de quadros de vídeo. No Windows funciona como um filtro DirectShow no seu player. No Linux, não há suporte por parte dos drivers e/ou da comunidade.
6. 1 2  Para reproduzir conteúdo de vídeo protegido, também é necessário suporte a cartão, sistema operacional, driver e aplicativo. Um monitor HDCP compatível também é necessário para isso. O HDCP é obrigatório para a saída de certos formatos de áudio, colocando restrições adicionais na configuração de multimídia.
7. ↑  Mais monitores podem ser suportados com conexões DisplayPort nativas ou dividindo a resolução máxima entre vários monitores com conversores ativos.
8. 1 2  DRM (Direct Rendering Manager) é um componente do kernel do Linux. AMDgpu é o módulo do kernel do Linux. O suporte nesta tabela refere-se à versão mais atual.

}

## Drivers de dispositivos gráficos

### Driver de dispositivo gráfico proprietário da AMD "Catalyst"
O AMD Catalyst está sendo desenvolvido para Microsoft Windows e Linux. A partir de julho de 2014, outros sistemas operacionais não são oficialmente suportados. Isso pode ser diferente para a marca AMD FirePro, que é baseada em hardware idêntico, mas apresenta drivers de dispositivos gráficos certificados pela OpenGL.
O AMD Catalyst suporta, é claro, todos os recursos anunciados para a marca Radeon.

### Driver de dispositivo gráfico gratuito e de código aberto "Radeon"
Os drivers gratuitos e de código aberto são desenvolvidos principalmente no Linux e para Linux, mas também foram portados para outros sistemas operacionais. Cada driver é composto por cinco partes:
1. Componente do kernel do Linux DRM
2. Driver KMS do componente do kernel do Linux: basicamente o driver de dispositivo para o controlador de exibição
3. componente de espaço do usuário libDRM
4. componente de espaço do usuário no Mesa 3D;
5. um driver de dispositivo gráfico 2D especial e distinto para o X.Org Server, que finalmente será substituído pelo replaced by Glamor

O driver gráfico "Radeon" gratuito e de código aberto suporta a maioria dos recursos implementados na linha de GPUs Radeon. Ao contrário do projeto nouveau para placas gráficas Nvidia, os drivers "Radeon" de código aberto não são de engenharia reversa, mas com base na documentação lançada pela AMD.